# Kanton Cenon
Der Kanton Cenon ist seit 1973 ein französischer Wahlkreis im Arrondissement Bordeaux, im Département Gironde und in der Region Nouvelle-Aquitaine; sein Hauptort ist Cenon. Vertreter im Generalrat des Départements ist seit 1998 Alain David (PS).

## Gemeinden
Der Kanton besteht aus drei Gemeinden mit insgesamt 48.529 Einwohnern (Stand: 1. Januar 2022) auf einer Gesamtfläche von 21,67 km²:
| Gemeinde     | Einwohner 1. Januar 2022 | Fläche km² | Dichte Einw./km² | Code INSEE | Postleitzahl |
| ------------ | ------------------------ | ---------- | ---------------- | ---------- | ------------ |
| Bouliac      | 3.806                    | 7,48       | 509              | 33065      | 33270        |
| Cenon        | 26.784                   | 5,52       | 4.852            | 33119      | 33150        |
| Floirac      | 17.939                   | 8,67       | 2.069            | 33167      | 33270        |
| Kanton Cenon | 48.529                   | 21,67      | 2.239            | 3309       | –            |

Bis zur landesweiten Neuordnung der französischen Kantone im März 2015 gehörten zum Kanton Cenon die fünf Gemeinden Artigues-près-Bordeaux, Beychac-et-Caillau, Cenon, Montussan und Yvrac. Sein Zuschnitt entsprach einer Fläche von 45,28 km2. Er besaß vor 2015 den INSEE-Code 3355.

## Bevölkerungsentwicklung
| 1962   | 1968   | 1975   | 1982   | 1990   | 1999   | 2006   | 2011   |
| ------ | ------ | ------ | ------ | ------ | ------ | ------ | ------ |
| 17.310 | 21.596 | 30.128 | 31.640 | 32.592 | 33.422 | 36.288 | 37.009 |